# Templario (luchador)
Templario (nacido el 27 de febrero de 1992) es un luchador profesional mexicano, enmascarado que trabaja actualmente para el Consejo Mundial de Lucha Libre (CMLL). El verdadero nombre del Templario no es una cuestión de registro público, como suele ser el caso de los luchadores enmascarados en México, donde sus vidas privadas se mantienen en secreto de los fanáticos de la lucha libre.
El forma parte del stable Los Guerreros Laguneros con Último Guerrero, Gran Guerrero y Euforia. Antes de unirse a CMLL a principios de 2016, luchó en el circuito independiente mexicano para una serie de empresas de lucha libre profesional, incluidas International Wrestling Revolution Group y Cara Lucha. 
Entre sus logros, ganó el torneo Reyes del Aire 2020.

## Carrera

### Primeros años (2010-2016)
Templario quería ser luchador profesional desde muy joven, algo que tanto su familia como amigos le animaron a perseguir. Inicialmente, buscó oportunidades en su natal Calpulalpan, y luego viajó a Pachuca pero no tuvo éxito en ambos lugares. Terminó viajando a la Ciudad de México, donde inició una amistad con Último Guerrero, quienes lo ayudaron a entrenarlo y a conseguir contactos para su primer combate. Al principio de su carrera, Templario desafió sin éxito a Turbo por el Campeonato de Peso Wélter de la NWA México. En 2012, Templario comenzó a trabajar de manera regular, principalmente en la Ciudad de México y el distrito federal circundante. 
El 17 de septiembre de 2012 compitió en un torneo Reyes del Aire, ganado por Camaleón. En diciembre de 2012 Templario compitió por el Trofeo Último Guerrero en honor a su entrenador y amigo. Eddy Vega ganó el combate de eliminación del torneo cibernético de 10 hombres.

### Consejo Mundial de Lucha Libre (2016-presente)
Templario hizo su aparición inicial para el Consejo Mundial de Lucha Libre (CMLL), el 10 de julio de 2016, donde él, Flyer y Pegasso perdieron ante el trío de Forastero, Maquiavelo y Skándalo en una función en la Arena México.
Después de unirse a CMLL, Templario cambió el diseño de su máscara para incluir un símbolo de cruz patriarcal en el frente de la máscara. Los luchadores bajo un contrato de CMLL pueden trabajar en el circuito independiente los días en que CMLL no les exige participar en un espectáculo, lo que permitió a Templario trabajar para Promociones Cara Lucha de forma regular. Templario derrotó a Andy Boy, Toro Negro Jr. y Látigo en un torneo de una noche para convertirse en el primer Campeón de Cara Lucha The Best. Al mes siguiente, Templario se asoció con uno de sus entrenadores de CMLL, Último Guerrero, para el Torneo Juventud y Gloria de Cara Lucha, donde derrotaron a Fly Warrior y Hechicero en la primera ronda y a Látigo y Trauma I en las semifinales.
A finales de 2017, Templario estaba involucrado en una Steel Cage Match donde el perdedor se vería obligada a desenmascarar. El evento principal del show Sin Salida 2017, vio a Templario escapar de la jaula como el séptimo hombre en hacerlo, observando desde afuera cómo Starman derrotaba y desenmascaraba a El Hijo del Signo. A principios de 2018, Templario se asoció con Akuma para competir en un torneo por el vacante Campeonato en Parejas de la Arena Coliseo del CMLL. El dúo improvisado fue eliminado en la primera ronda por Fuego y Star Jr. Luego, Templario ingresó al torneo Gran Alternativa 2018, donde los jugadores de CMLL emparejarían a un luchador novato con un luchador veterano para un torneo de 16 equipos. Templario se asoció con Último Guerrero y se abrieron camino a la final al derrotar a Máscara Año 2000 y Universo 2000 Jr., Audaz y Kraneo, y finalmente a Carístico y Star Jr. La semana siguiente, el equipo perdió en la final ante Flyer y Volador Jr.
Templario fue contratado como reemplazo de Soberano Jr. para el programa del 40 aniversario de Blue Panther por su entrenador Último Guerrero. Después del espectáculo, Templario se unió al grupo de Último Guerrero, Los Guerreros Laguneros (Guerrero, Euforia y Gran Guerrero) como su cuarto miembro.
Templario compitió en los Reyes del Aire 2019, marcando su participación en el torneo anual por primera vez. Templario fue el decimoquinto y último competidor en ser eliminado del partido, ya que fue inmovilizado por el ganador del torneo Titán. También hizo su primer viaje relacionado con la lucha libre a Japón, compitiendo en el evento conjunto con la New Japan Pro-Wrestling FantasticaManía. Se asoció principalmente con los miembros del Bullet Club (Gedo & Taiji Ishimori), enfrentándose a Audaz y varios compañeros de equipo. El 30 de marzo de 2019, Templario desafió sin éxito a Soberano Jr. por el Campeonato Nacional de Peso Wélter.
Templario comenzó ganando los Reyes del Aire 2020 y finalmente eliminó a Star Jr. Templario y Soberano Jr. se unieron para el Torneo Nacional de Parejas Increíbles 2020 como parte de su rivalidad en la historia. El equipo fue eliminado en la primera ronda por Bárbaro Cavernario y Volador Jr. Cuando CMLL re-introdujo el Campeonato Nacional de Parejasen febrero de 2020, Templario y El Hijo de Villano III se unieron para un torneo de 16 equipos. El dúo derrotó a Dulce Gardenia y Fuego en la primera ronda, Disturbio y Virus en los cuartos de final y Soberano Jr. y Titán en las semifinales. Después de tres victorias, el equipo perdió ante Atlantis Jr. y Flyer en la final.

### Circuito independiente (2019-presente)
Templario hizo su debut en los Estados Unidos el 13 de junio de 2019, en un programa en Pittsburgh, Pensilvania, donde perdió ante su compañero luchador de CMLL Soberano Jr. Regresó a los Estados Unidos como resultado de la relación de trabajo de CMLL con Ring of Honor (ROH) con Hechicero y Bárbaro Cavernario cuando perdieron ante Carístico, Soberano Jr. y Stuka Jr. como parte del programa de pago por evento Summer Supercard de ROH. Más tarde trabajó para Warrior Wrestling con sede en Chicago, Illinois, perdiendo ante Soberano Jr. el 1 de septiembre de 2019 y derrotando a Jake Lander en su programa de diciembre.

## Campeonatos y logros
- Cara Lucha
  - Cara Lucha The Best Championship (1 vez)[25]

- Consejo Mundial de Lucha Libre
  - Reyes del Aire (2020)

- Pro Wrestling Illustrated
  - Situado en el Nº392 en los PWI 500 de 2019[26]

- Wrestling Observer Newsletter
  - Lucha 5 estrellas (2024)  vs. Máscara Dorada en CMLL Súper Viernes el 5 de enero